# フランドル地方とレース
フランドル地方とレース（フランドルちほうとレース）では、フランドル地方の繁栄がレース産業に及ぼした影響と、1839年のベルギー王国成立後のベルギーにおけるレースについて述べる。
フランドルは、現在のオランダ南部、ベルギー西部、フランス北部にかけての地域であり、イタリアのヴェネツィアと共に、レース創造の地として有名である。
なお、ベルギーでは、基本的にレースとは何本かの糸を針あるいはボビンを使って組み合わせたものをさす。かぎ針編み、タティングレース、フィレレース、チュール刺繍、アジュール刺繍などは、原則的にレースに含まない。

## 16世紀

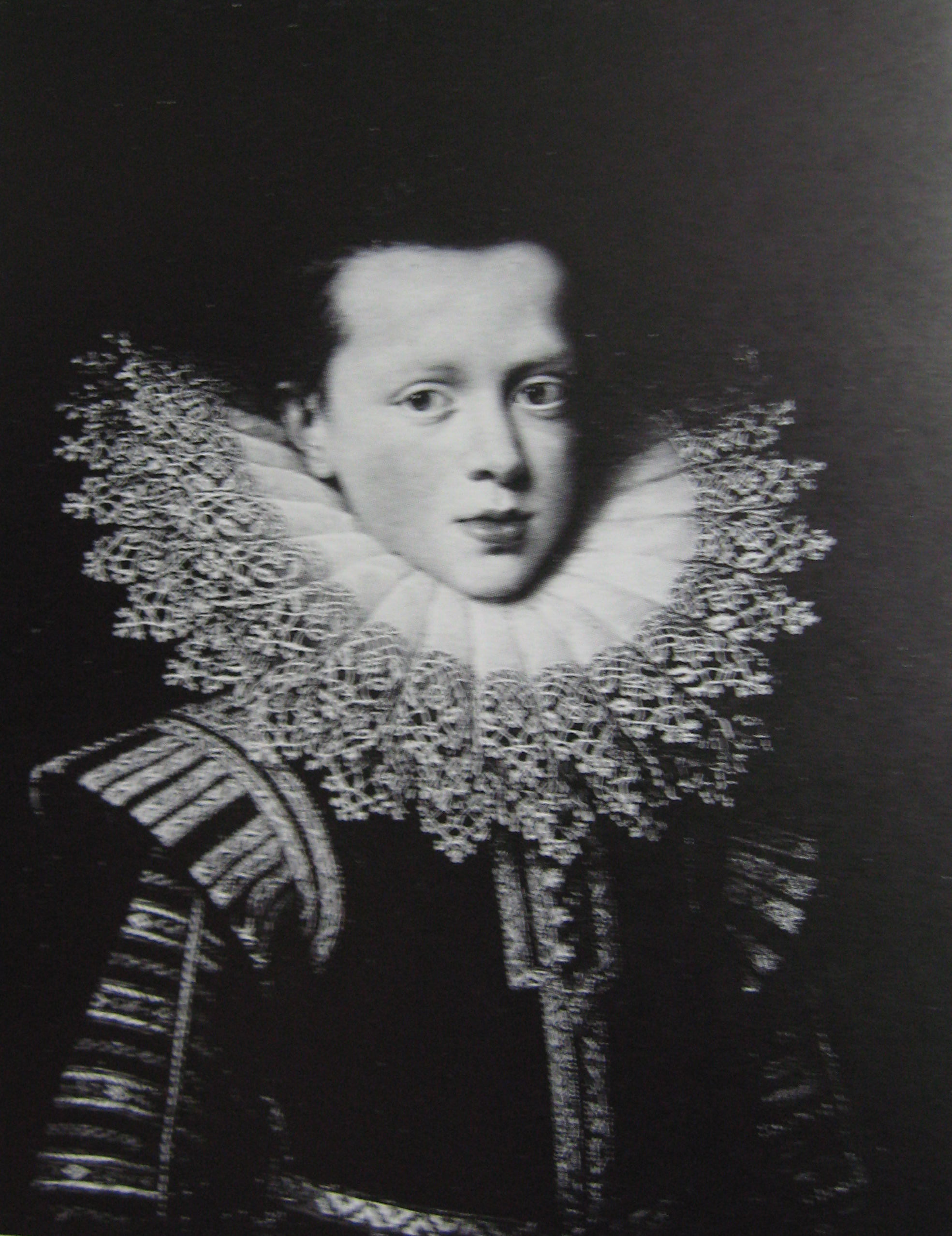
コルシーニ家の幼い少年がパスマンで二重に縁取られたフレーズをつけている。（1620年頃）

16世紀初頭、多くの地域におけるレースが民間手芸の域を出ていなかったころ、フランドル地方のアントウェルペン界隈とイタリアのヴェネツィアにおいて、亜麻糸のパスマンが考案された。パスマンとは飾り紐（ブレード）を組んで作ったレースのことであり、16世紀から17世紀にはボビンレースの総称であった。フランドル地方では、フレーズ（円形の襞襟）の周りを縁取るのに、ニードルレースよりボビンレースが好まれ、美しい亜麻糸レースは豪華な衣装を装飾した。フレーズはヨーロッパ中の貴族や富裕な市民の間に男女を問わず流行し、16世紀末のフランドル人は3段4段のフレーズをつけていた。
フランドル地方のボビンレースやレティセラ（ポアン・クペ）の特徴は軽やかさであり、幾何学的なモチーフの細やかな組み方が基本であり、その種類は無限であった。16世紀後半、フランドルの諸地方ではヨーロッパ各地の王室宮廷からレースの注文を受け、イングランド女王エリザベス1世、スコットランド王ジェームズ6世、フランス王シャルル9世の宮廷などの需要に応えた。

## 17世紀

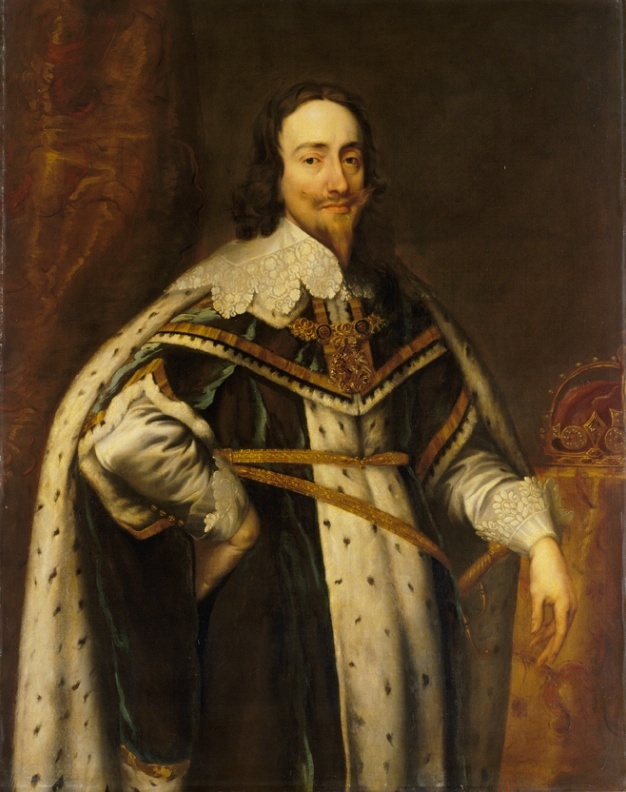
チャールズ1世（1600年 - 1649年）
大きな平らな衿が17世紀中頃に流行した。

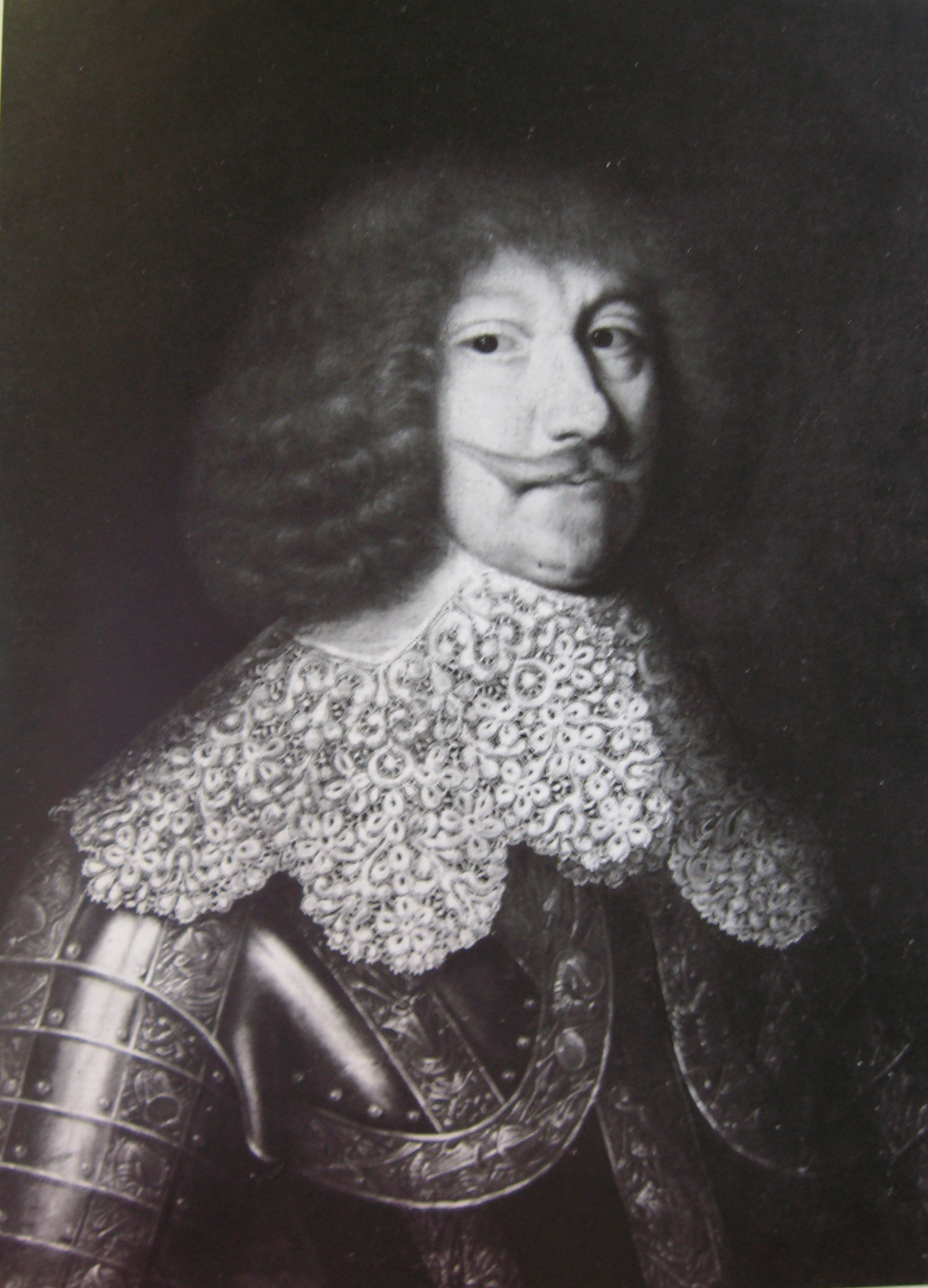
ヴィトリ公爵ニコラ・ド・ロピタル（1645年頃）
公爵はボビンレースの大きな平らな衿をつけている。盛装用甲冑の上にレースの衿をつけるのは、当時の軍人のおしゃれであった。フランドル地方の光沢のある美しい麻は地味な甲冑に対照的に浮かび上がった。

17世紀前半、フランドル地方の都市はヨーロッパで最も繁栄していた。1602年にオランダ人が東インド会社を設立し、アムステルダムやアントウェルペンの活気はフランドル地方の内外に経済的影響を及ぼし、消費生活用品は全般的に増大した。メヘレン、バンシュ、ブルッヘ、ブリュッセルの各都市がレース作りを始めた。麻の生産が豊富で、最良の方法で麻を漂白し、製糸できる地方がこの時代のレース産業の拡大に適していた。
フランドル地方ではパスマンが依然として流行していた。フレーズの流行が終わり、大きな平らな衿が流行り始めると、組み紐的なものが少なくなり、目の詰んだ透けないものなった。棕櫚の葉模様や花瓶のような装飾模様が多くなり、テクニックも複雑なものとなった。これらのレースは、フランス王ルイ13世やイングランド王チャールズ1世の宮廷で珍重された。現代では「ルイ13世様式のレース」あるいはこれらを画面に克明に書き記した偉大な芸術家の名をとり「ヴァン・ダイク様式のレース」と呼ばれている。
フランドル地方では、ヴェネツィア製のニードルレースの技法にならい、ボビンレースのメッシュを取り入れ、ヴェネツィアンレースの分厚いブロッドとは別の効果を挙げて対抗した。このようにして17世紀中頃には、ブリュッセル・レースが発明された。17世紀後半、ブリュッセル・レースは「イギリス・レース」と呼ばれていた。それは、イングランド議会が1662年にフランドル地方産のレース輸入を禁止する法令を制定し、それと共にベルギー産レースの自国内での生産を図ったことに端を発していた。商人たちは顧客の需要を満たすため、フランドル地方産レースを大量に密輸し「イギリスレース」と名づけ、ひそかに売りさばいた。誰でもこのことを知っていたが、法令は依然として遵守され続けた。「イギリスレース」は糸きり繋ぎ方式のフランドル地方産レースを意味していた。1691年、フランスでもルイ14世が勅令でフランドル地方産レースの輸入を禁止したが、結果はイギリスと同じであった。フランドル地方産のレースには全て関税が課せられたが、フランスとの国境では大量のレースが密輸された。
17世紀までのフランドル地方では、ニードルレースはボビンレースの発展に比べ影が薄かった。アントウェルペン周辺では、連続糸方式のボビンレースが生産されていた。これは、まっすぐな縁の中に唐草模様や花模様がメッシュ地にくっきりと浮き出す細密なテクニックで、作り方が難解であった。しかし、17世紀末には、ボビンレースはポワン・ド・フランスにより地位を奪われ、フランドル地方でもポワン・ド・フランスを模造していた。フランドル地方のレース工たちは、ニードルレースから発展した技術を取り入れ、当時流行した大きなひだ飾りを作成した。まずモチーフを作り、それを網目でつなぐピエス・ラポルテの技法であった。この方法により、無限に大きいひだ飾りを多数の人で作成することが出来た。ピエス・ラポルテの技法はフランドル以外の地方、特にイタリアで急速に使われるようになった。

## 18世紀

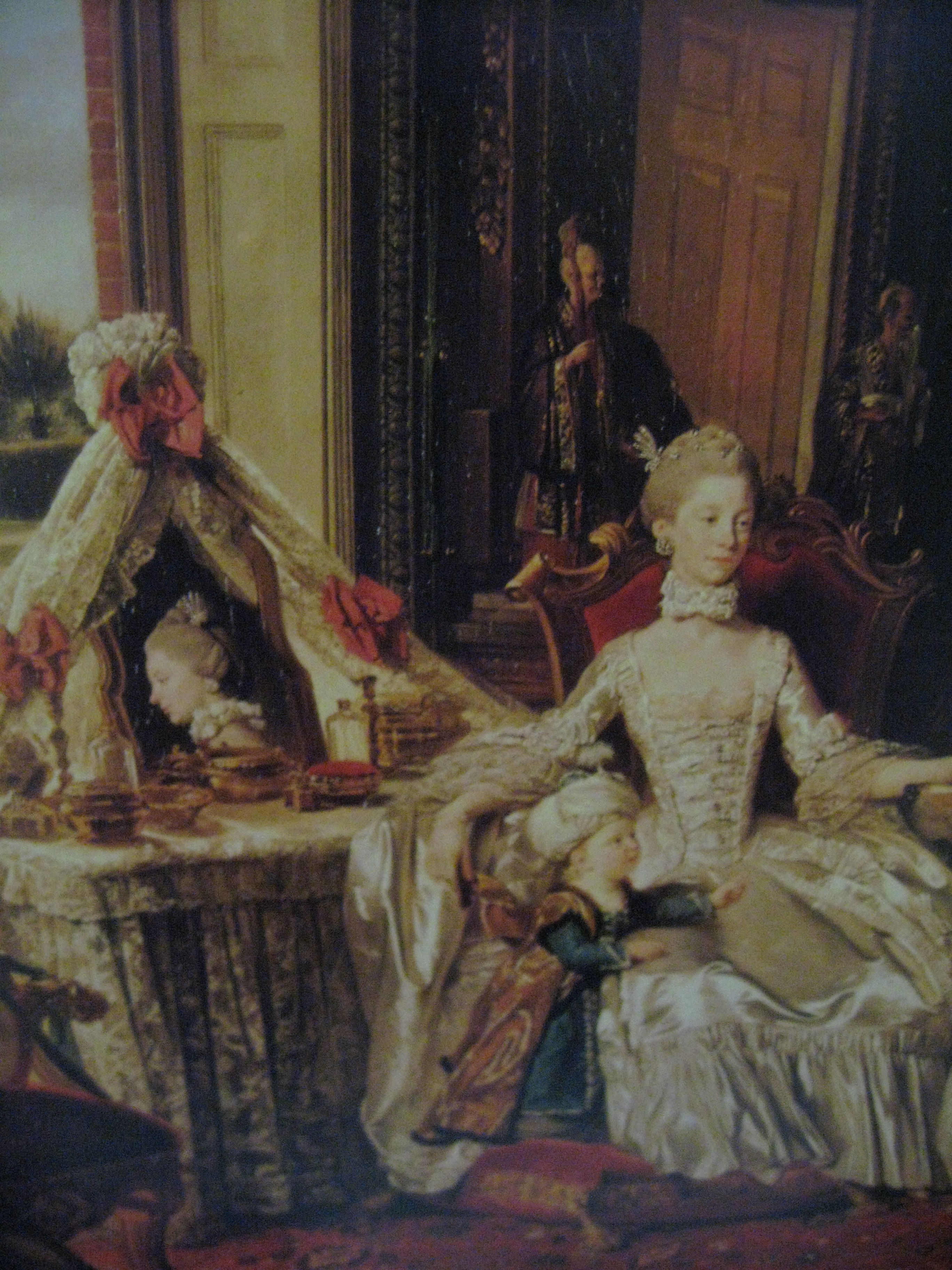
シャーロット王妃と王太子（1764頃）
王妃の化粧台はブリュッセルレースの幅広い縁飾りで飾られている。王妃のアンガジャントとデコルテの縁飾りは同じデザインのボビンのブリュッセルレースでできている。

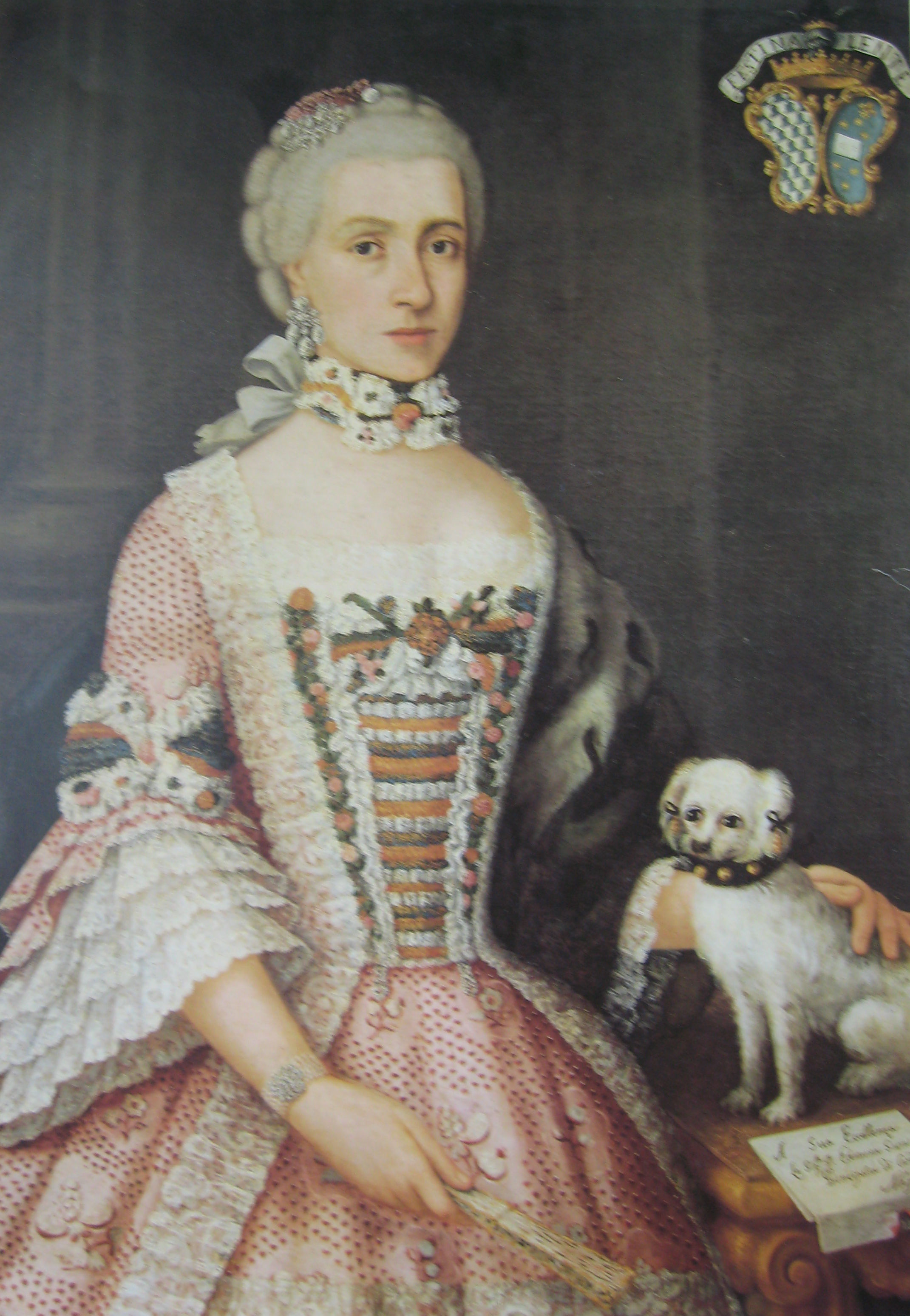
王太子妃時代のシャーロット（1760頃）
妃のローブはヴァランシエンヌレースで飾られている。

18世紀のレース産業は、技法の多様化と共に流行への適応と、より透き通りしなやかなレース地を表現することに力が注がれた。フランドル地方のレース産業の非常に輝かしい一時期であった。レース生産地ごとに役割が分化し、レースの種類は地名をつけて呼び分けられた。これらの技法は遥かかなたまで伝わり、現代ではその名称はもっぱら技法を現している。
17世紀末からブリュッセル・レースの評価が高くなり、1685年から1750年頃までのレースは多数保存され、質量ともに高い水準を保っていた。ブリュッセル・レースの技法の特徴は、ピエス・ラポルテ・レースである点であり、ドゥロシェルと呼ばれる六角形の細かな網目地をもち、軽いレリーフを形成する輪郭、糸の寄集めを詰めたトワレからなるモチーフにある。ルイ15世風の装飾制作に適し、全ヨーロッパの王室宮廷でもてはやされた。ブリュッセルのニードルレースで名高いのは、ブライド繋ぎを用いないポアン・プラ（平レース）であった。また、ボビンレースとニードルレースの混成レースでも、他の地域より抜きん出ていた。
ブルッヘではブリュッセルの技法を使って、より柔らかい糸でどこにでもあるようなレースを作った。この時代には聖職者の衣服などの装飾品を専門に作っていた。
18世紀のアントウェルペンは、廉価なレースの生産と販売を専門としていた。廉価なレースはアメリカ大陸に輸出された。これらの廉価なレースはバンシュやヴァランシエンヌのレースと非常に似ていた。現在アントウェルペンには、これらのレースの商品見本が名称と価格を添えて保存されている。
バンシュではブリュッセルやブルッヘと異なり、連続糸のレースを作っていた。同じサイズの細い糸を用いてくもの巣のような軽いレースで、ネージュという雪片に似た小さな豆状の地模様が特徴であった。この地模様が大きい場合「クモ」と呼ばれる模様である。この模様はバンシュの特徴ではあるが、他の地域でも用いられていた。織り目のゆるいトワレでない場合、他の地域のレースと区別するのは難しい。バンシュ様式のレースは18世紀に廃れた。
ヴァランシエンヌのレースは連続糸のボビンレースであり、非常に緻密で均一のトワレが特徴であった。創始者のフランソワーズ・バタールが17世紀半ばにアントウェルペンでレースの手ほどきを受けたことで、アントウェルペンのレースに似たとされている。18世紀にはフランドル地方の影響を抜け出し、典型的なフランス風スタイルのレースを作った。グランドが非常にはっきりとし、輪郭が明確で、緻密でクリームのような白さが他の地域のレースとの違いである。
メヘレンのレースも連続糸のレースであった。このレースは縁取りに太い糸を用いること、縁と平行した両側に4本糸を交差させた六角形の網目のレゾーという特徴を持っていた。その装飾には、町の紋章である四つ葉のクローバーのモチーフを用いた。メヘレンのレースは他と比較することのできないほど軽い、太い糸で強調した輪郭のデザインの質を追求したが、18世紀末には完全に衰退した。
リールのレースは、連続糸のボビンレースで、メヘレン同様に太いとで縁取りされる。違いはレゾーであり、「明るいグランド」と呼ばれる単純に交差した2本の糸だけで網目を作った。起源は16世紀末にさかのぼるが、1750年頃から大規模に作られ始めた。リール近くのアラスや、フランス各地、デンマークのトゥナー、スウェーデンのワルステナ、イギリスのミッドランドでも作られた。イギリス風のものはバックス・ポイントと呼ばれている。
18世紀の終わり頃、インド製のモスリン地がレースと競合し始め、レースの需要が低迷した。1789年、フランス革命の勃発に引き続いて起こった戦争や社会的混乱により、多くのレース生産地は大きな打撃を受けた。

## 19世紀

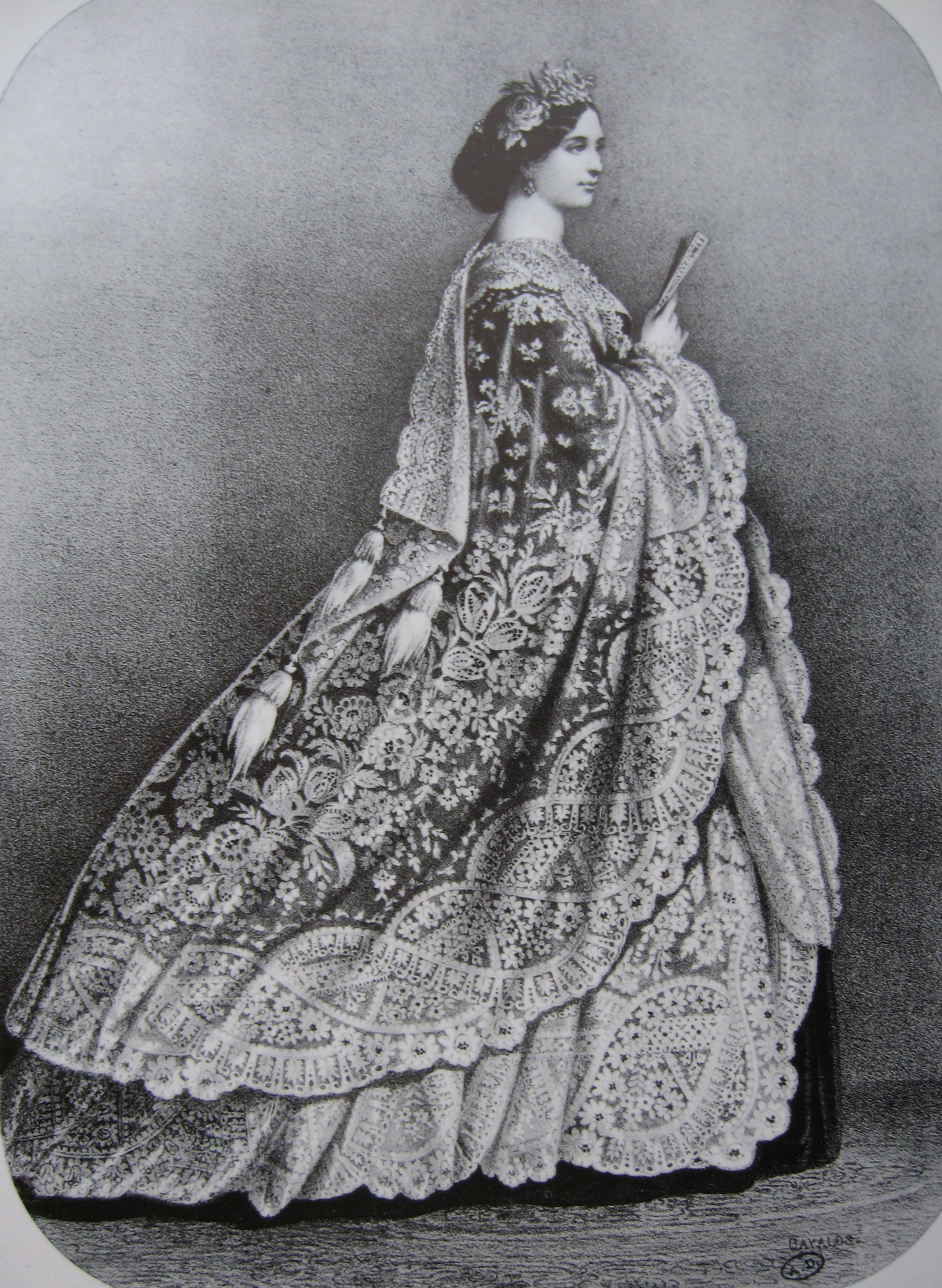
ファッションプレート（1865年頃）
巨大なレースを二つ折りにしてまとっている。機械レースでは非常に大きな製品が作られた。模様はアップリケであろう。

19世紀初頭、西欧はフランス革命の余波により、政治的・社会的変動が起きていた。貴族階級の国外脱出や、レースの美しさを支えていた女工たちの絶対数の減少により、レース産業は悪化の一途をたどった。さらに、1830年頃に出現した木綿が亜麻にとって変わったことや、イギリスのヒースコートが機械チュールを発明し、レース産業界を大混乱に陥れたことで打撃を受けた。機械製チュール地は手作りの6000倍の速さでレース地を作成し、遠めに眺めると機械製には見えなかった。機械チュールはブルジョア社会の新しい富裕層に歓迎された。彼ら新しいレース購買層は、貴族階級の持っていた水準の高い厳格なものとは異なる趣味を身につけていた。
機械チュールの発展により、レース産業の新しい形態としてアップリケが登場した。ボビンレースやニードルレースでモチーフを作り、機械チュール地にアップリケし、本物に見えるようにアップリケの下のチュールを切り取った。制作時間が短縮し、製品の価値が下がり、レースの価格が安くなった。
第一次産業革命により、富裕になったヨーロッパの市民階級は、機械でレースなどの製品を納得のいく方法でまねて作るようになった。19世紀初頭、ブリュッセルは機械レースをいち早く取り入れた。1830年頃には、ドゥロシェルと呼ばれる六角形の細かな網目地は極稀にしか作られなくなった。19世紀末頃のブリュッセルの機械レースは、ボビンレースと見まがうばかりに巧みに作られた。
1825年から1835年には、18世紀末に大流行したカシミアショールの装飾から、絹のブロンドレースが作られた。1830年以降、白いウェディングレースやヴェールが花嫁衣裳として用いられた。
ヴァランシエンヌは室内着や下着として用いられ、若い女性の下着は全てヴァランシエンヌで飾られた。ヴァランシエンヌの町では作られなくなったが、フランス北部のベイユール、ベルギーのブラバント地方のイーペル、ヘントでは、現在もヴァランシエンヌの最高級品を作っている。ベルギー産のヴァランシエンヌは「ブラバンのヴァランシエンヌ」と呼ばれている。
1890年から第一次世界大戦までは、ヨーロッパ各地で産業博覧会や万国博覧会が頻繁に開かれ、レースや刺繍の展覧会が開かれていた。

## 20世紀以降
機械レースは、どのようなパターンでも真似て生産した。多くの種類のレースが流行したため、大衆の関心は薄れていった。機械でどんなに精巧に作っても、それは機械のイミテーションに過ぎなかった。レース工の報酬は下がり、養成期間のかかる手作りレースを学び、製作に何年も費やすこともできなくなり、そうしたいと思う者もいなくなった。一方、芸術家たちがレースに興味を持ち始め、ヨーロッパ各地に工芸学校や教習所などが設置され、新しいデザインが発表されたが、ベルギーでは芸術家はあまりレースに興味を持たなかった。第一次大戦中、ベルギーのレース工がアメリカ兵士のために、愛国心に燃える装飾用レースの土産品を作った。
1920年代、大量のレースが使われた。ほとんどが機械レースであったが、様式的な質は保たれていた。手作りのレースはフランスやイギリスの植民地で作られた。第二次世界大戦でヨーロッパの手作りレースは決定的に絶えた。いまだにレースを作っている数少ない人々は、自分用や楽しみとして作っている。一方、機械レースは女性の下着に新しい市場を見出した。リタ・ヘイワース、ジェーン・ラッセル、マリリン・モンロー、エヴァ・ガードナーのような大女優たちがレースの下着をつけて公然と登場し、これらのエロティシズムは容認できるものとして広く受け入れられた。
1960年代のウーマンリブの運動により、女性的なイメージを持つレースは流行から離れ、1970年代にはどこにも見当たらなくなった。しかし、1977年にイヴ・サン＝ローランが黒いシャンティイレースをドレスに使って以来、久々にクチュリエやデザイナーがレースを使い始めた。1988年以降、17世紀のフランドルレースや19世紀のポアン・ド・ブリュッセルなどから着想を得た機械レースや、レースのように見せる刺繍が登場した。フォーマルドレスや白のウェディングドレスも復活した。
1990年頃より、手作りのニードルレースやボビンレースの創作展は、ベルギーのいたるところで開催されるようになった。